# Ludwig Hain
Ludwig Friedrich Theodor Hain, född 5 juli 1781 i Stargard i Pommern och död 27 juni 1836 i München, var en tysk bibliografisk författare.
Hain är känd för sin betydelsefulla katalog över inkunabler, Repoertorium bibliographicum (2 band, 1826-38).